# Vaca bruna dels Pirineus

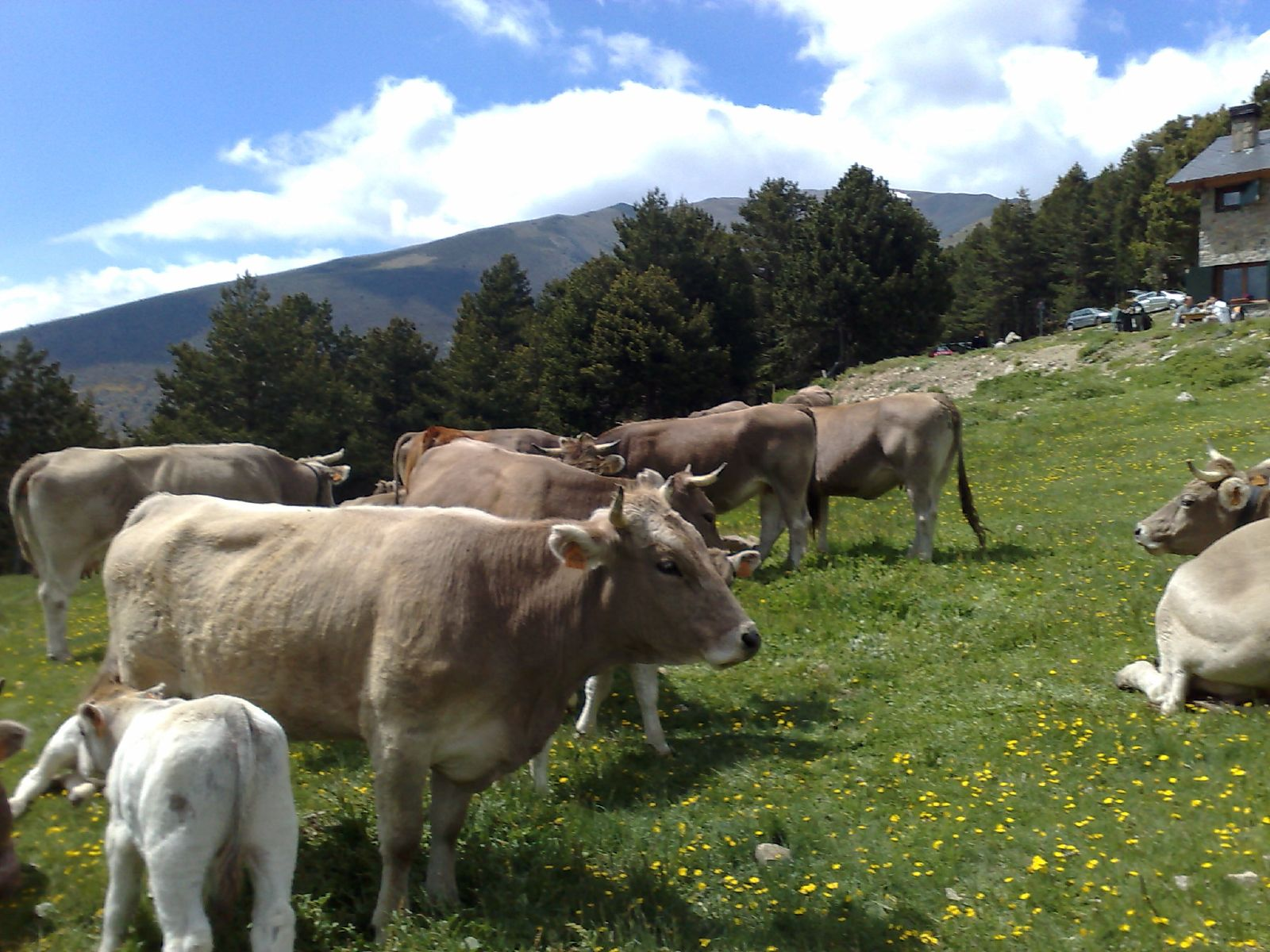
Vaques al Ripollès.

La vaca bruna dels Pirineus és una raça de vaca pròpia de les comarques dels Pirineus Catalans: Vall d'Aran, Alta Ribagorça, Alt Empordà, Alt Urgell, Berguedà, Cerdanya, Garrotxa, Pallars Sobirà, Pallars Jussà, Ripollès i Solsonès.
La producció i comercialització de carn d'aquesta raça es duu a terme com a producte d'Indicació Geogràfica Protegida. Es comercialitza amb la marca Bruneta sota la IGP Vedella dels Pirineus Catalans, aquesta identificació té una reputació i una qualitat concreta i la producció, la transformació o l'elaboració es realitzen en la zona geogràfica delimitada.
Al maig, a la Fira de Primavera de la Seu hi ha una exposició d'exemplars de vaca de raça bruna dels Pirineus.

## Història
Té el seu origen en els exemplars de vaca suïssa (bruna alpina) que es varen importar a finals del segle xix barrejant-se amb les vaques autòctones.
Fins al segle xix al Pirineu la ramaderia bovina no era una activitat predominant. A causa de la fil·loxera es va abandonar el conreu de la vinya i la ramaderia fou una possible alternativa econòmica al tradicional conreu.
En un principi era una vaca de la que se'n pretenia extreure profit carni, làctic i de treball. El primer interès que es va perdre va ser el feiner deixant una vaca de profit carni i làctic i actualment només es cria per a la carn.
Actualment constitueix el 80% dels bovins dedicats a la carn de Catalunya. Els ramaders segueixen programes intensos de millora genètica dels animals mitjançant tecnologia BLUP. Es vol controlar el pes al naixement i el deslletament i millorar el part.
És bona pasturadora, plenament adaptada als paisatges del Pirineu i de creixement precoç.
Actualment el cens aproximat és d'uns 30.000 animals, encara que la xifra es redueix bastant si es considera únicament els animals amb un elevat grau de puresa racial.

## Característiques
- Capa de color bru amb tonalitats uniformes i descoloriments cap a les aixelles, els ulls, el baix ventre, el morro, la cara interna de les extremitats, el braguer, i el perineu.
- Pèl fi i espès de llargada uniforme.
- Borló de la cua més fosc que la capa.
- Musell negre.
- Mucoses rosades.
- Papada no excessiva.
- Coll gros i recte i una mica convex en els mascles.
- Ventre gros.
- Musculatura molt desenvolupada.
- Caràcter molt dòcil.
- Orelles grosses i rectes amb pèls a la part interna.
- Banyes de color blanquinós amb les puntes negres.
- Ulls grossos i mai enfonsats.
- Narius grossos en un morro ample.